# Stadio 7 marzo
Lo Stadio 7 marzo (in francese Stade du 7-Mars; in arabo ملعب 7 مارس‎?) è un impianto sportivo di Ben Gardane, in Tunisia. Ospita le partite interne dell'Union Sportive de Ben Guerdane, squadra calcistica militante nella Ligue Professionelle 1.

## Utilizzo
Ha una capacità massima di 10 000,ed è utilizzato dalla squadra di calcio dell'US Ben Guerdane.